# Seffrid Bengtsson
Seffrid Bengtsson var en svensk myntgravör verksam i mitten av 1500-talet.
Bengtsson inledde sin karriär som järnsnidardräng vid myntverket i Svartsjö han var därefter verksam vid myntverket i Åbo 1556–1557. Flera av de mynt Bengtsson graverade finns i olika myntkabinetts samlingar men det går inte att avgöra exakt vilka mynt han graverade.